# Vårby gård (metropolitana di Stoccolma)
Vårby gård è una stazione della metropolitana di Stoccolma.
Si trova sul territorio del comune di Huddinge, zona periferica esterna al comune di Stoccolma ma facente comunque parte della più vasta Contea di Stoccolma. La stazione è posizionata sul tracciato della linea rossa T13 tra le fermate Vårberg e Masmo.
La sua apertura si ebbe ufficialmente il 1º ottobre 1972, giorno in cui divenne operativo il prolungamento della tratta da Vårberg fino a Fittja.
La piattaforma, che giace in superficie in corrispondenza dell'imbocco del tunnel che divide questa stazione da quella precedente di Vårberg, è accessibile dall'entrata ubicata presso il centro commerciale Vårby gårds centrum. Progettista della stazione è stato l'architetto Michael Granit, mentre l'artista Rolf Bergström nel 1999 decorò i suoi interni con l'opera "Flora", una serie di fotografie floreali su piastrelle.
L'utilizzo medio quotidiano durante un normale giorno feriale è pari a 3.900 persone circa.

## Tempi di percorrenza
| Linea | Capolinea | Tempo  | Stazione                                                  | Tempo                              |
| T13   | Ropsten   | 35 min | Liljeholmen Slussen Gamla stan T-Centralen Östermalmstorg | 17 min 23 min 25 min 27 min 29 min |
| T13   | Norsborg  | 9 min  | Liljeholmen Slussen Gamla stan T-Centralen Östermalmstorg | 17 min 23 min 25 min 27 min 29 min |